# Heliobolus nitida
Heliobolus nitida är en ödleart som beskrevs av  Günther 1872. Heliobolus nitida ingår i släktet Heliobolus och familjen lacertider.

## Underarter
Arten delas in i följande underarter:
- Heliobolus nitidus garambensis (Schmidt, 1919)
- Heliobolus nitidus nitidus (Günther, 1872)
- Heliobolus nitidus quadrinasalis (Chabanaud, 1918)